# Križar Lenart
Križar Lenart je zgodovinski roman Oskarja Hudalesa. Izdan je bil leta 1962 pri založbi Obzorja Maribor. Delo obsega 566 strani oz. 150.000 besed.

## Zgodba
V Vologu živita na sosednjih kmetijah Alenčica in Lenart. Alenčica živi z očetom Janezom in njegovo sestro Marto, Lenart pa s teto Polono. Nekega dne se Janez odpravi na pot s kmetom Oknetom in se vrne spremenjen: širni svet ga je očaral. Ob nenadni novici, da je Alenčica noseča, se družini dogovorita za poroko. Tik pred poroko pa se Lenart in Janez začneta obnašati čudno in sumljivo. Na poročnem sprevodu množico svatov napadejo samostanske straže. Lenarta in Janeza so namreč zalotili pri kraji iz samostana. Grešnika pristaneta v grajski ječi. Na sodni obravnavi ju nepričakovano reši Matteo di Cividale, ki prosi patriarha (svojega strica), da ju namesto v smrt pošljejo s križarskimi vitezi v Sveto deželo. Preselijo ju v Oglej, kjer Lenart postane Matteov osebni sluga in se uri za njegovega osebnega spremljevalca. Med pripravami na odhod v Palestino v deželi izbruhne bolezen in Janez ji podleže. Ta čas se doma izmenjata rojstvo in smrt, saj se Alenčici pridruži sinček Peter, teta Polona pa umre. Lenartovo domačijo zakupi Jakob. Lenart z ostalimi križarji v Palestini brani trdnjavo Dumyat. V enem izmed bojev reši Mattea. Zaradi zaslug je pomiloščen in osvobojen. Končno se lahko vrne v domači kraj. Kmetijo v Vologu mu podarijo. Doma je vse drugače - Alenčica živi z Jakobom in pričakuje njegovega otroka. Lenart se spominja preteklosti, saj mu je vsaka novost iz sedanjosti tuja. Posest prepiše na Petra, zapusti Volog in začne novo življenje.

## Kritike, polemike, literarna zgodovina
"V Lenartu je upodobljen slovenski mali človek, podložnik, ki začenja svojo nenavadno življenjsko pot s prepričanjem, da so za preživetje v bojih s cerkveno in posvetno gosposko dovoljena skorajda vsa sredstva, tudi kraja cerkvenega premoženja. Potem v odnosih s fevdalci, s svojo neverjetno vztrajnostjo, sposobnostjo in požrtvovalnostjo, doseže premostitev razrednih in socialnih razlik. Te razlike z neverjetnim duhovnim razvojem premosti tudi v sebi. /.../ Z likom križarja Lenarta je avtor sledil modernim nazorom družbe po drugi svetovni vojni, ko so ljudje množično zapuščali kmetije in se naseljevali v mestih. Tako se tudi križar Lenart že v 13. stoletju na koncu odtuji svoji zemlji, na kateri bi ga lahko zadržala samo njegova nevesta in odide v mesto. Podobno moderno razmišljanje, rojeno v socialistični družbi, se kaže tudi v Lenartovem indiferentnem odnosu do cerkve in njenih ideoloških resnic. Ta se najprej kaže v Lenartovem svobodnem odnosu do ljubezni, ko noče priznati Alenkinega krščanskega strahu pred grehom v spolnosti (str. 17), v predlogu Alenki, naj zbeži z njim v mesto, češ da njen zakon z Jakobom ni nobena ovira (str. 556), v kraji cerkvenega premoženja in v neformalnem obnašanju do cerkvenih eminenc." (Kolenc, 1998)
"Ob polemiki o tem delu je avtor dejal, da je delo napisal po resničnem dogodku, ki se je zgodil 18. septembra leta 1231. Resnične so tudi številne osebe, ki nastopajo v tem romanu: Lenart, kmet Janez, oglejski patriarh Bertold, gornjegrajski opat Albert, plemiči iz Bočne, Ivanja, Grušovelj, Žovneka. Resnični so tudi dogodki: sojenje v rečiški cerkvi, dogajanja v Gornjem gradu in v Dumyatu, ter cesar Friderik in dogodki, ki so z njim v zvezi.
S svojimi pogledi, načinom mišljenja in življenja, pa tako kakor iz oseb romanov Med dvema svetovoma in Požar krvi, tudi iz vseh oseb, ki nastopajo v romanu Križar Lenart, diha sedanji čas. Ta je prisoten tudi v jeziku." (Kolenc, 1998)

## Glavne osebe in njihovo medsebojno razmerje
Glavni junak Lenart se bori za svojo ljubezen Alenčico, ta pa med njegovo odsotnostjo vzame drugega. Tako se na koncu izpostavi ljubezenski trikotnik, ki pa se razreši le s ponovno ločitvijo Lenarta od Alenčice. Lenart skozi dogajanje zraste v več pogledih, nazaj pride spremenjen in izkušen.